# Болотня (притока Гнилої Липи)
Боло́тня (Боло́тнянка) — річка в Україні, в межах Перемишлянського району Львівської області. Ліва притока Гнилої Липи (басейн Дністра). 

## Опис
Довжина - 13 км., похил русла - 8,8 м/км, площа басейну - 31 км². Річкова долина вузька і глибока (крім пригирлової частини), є заболочені ділянки. Річище слабозвивисте. Споруджено кілька ставків, є також меліоративні канали (у верхів'ях).

## Розташування
Болотня бере початок неподалік від східної частини села Болотня. Тече серед пагорбів Перемишлянського низькогір'я на захід (частково північний захід), у пониззі виходить у долину Гнилої Липи і тече на південний захід. Впадає до Гнилої Липи на південний захід від села Іванівка. 
Над річкою розташовані села: Болотня та Іванівка. 